# Hunter Elliott
Hunter Elliott (Coquitlam, 5 agosto 1989) è un attore canadese.

## Carriera
Ha interpretato vari ruoli cinematografici, tra i quali quello di Frankie nel film Cani dell'altro mondo (2003).
Nei successivi anni Elliott ha alternato la recitazione allo studio e nel 2010 ha partecipato al film Dear Mr. Gacy.

## Filmografia
- Cani dell'altro mondo (Good Boy!), regia di John Hoffman (2003)
- Romeo! - serie TV, 1 episodio (2004)
- Maestro dell'anno (School of Life) - film TV (2005)
- Slap Shot 3 (Slap Shot 3: The Junior League), regia di Richard Martin (2008)
- Dear Mr. Gacy (2010)